# Divina dispensatione
Divina dispensatione (slovensko Božansko naročilo ali Po božanskem naročilu) je naslov dveh papeških bul, ki ju je izdal papež Evgen III.
Prvo je izdal 5. oktobra  1146 duhovščini v Italiji in pozval Italijane na drugo križarsko vojno. Druga je bila izdana 11. aprila 1147 v Troyesu in pozivala na vendsko križarsko vojno proti poganskim Polabskim Slovanom. V drugi buli je papež razglasil:
Nekateri med vami pa (si) želijo sodelovati pri tako svetem delu in nagradi ter nameravajo iti proti Slovanom in drugim poganom, ki živijo proti severu, in jih z Gospodovo pomočjo podrediti krščanski veri. Pozorni smo na pobožnost teh mož in na vse tiste, ki niso sprejeli križa za odhod v Jeruzalem in so se odločili iti proti Slovanom in ostati v duhu pobožnosti na tem pohodu, kot je predpisano, in jim podeljujemo isto odpuščanje grehov ... in enake častne privilegije kot križarjem v Jeruzalemu.